# يوشيو كوايدو
يوشيو كوايدو (باليابانية: 小井土 佳央) (مواليد 19 أبريل 1976)، هو لاعب كرة قدم سابق كان يلعب كمدافع.